# 依芬古单抗
依芬古单抗（英语：Efungumab，商品名Mycograb）是由NeuTec Pharma（诺华子公司）开发的药物，旨在与两性霉素B联合治疗念珠菌血症（由致病性酵母菌引起的血流感染）。欧洲药品管理局曾两次拒绝授予Mycograb上市许可，理由是产品安全和质量问题。
从化学角度来看，依芬古单抗是人类单克隆抗体的单链可变区片段。因此，它“抓住”真菌hsp90，其商品名也由此而来。（Mycograb直译为“真菌抓住”）
后来发现它在培养物中增强抗真菌两性霉素B的作用的能力是非特异性的。